# Mey Rahola
Mey Rahola de Falgàs (León, 25 de marzo de 1897-Vaucresson, Isla de Francia, Francia, 17 de agosto de 1959) fue una fotógrafa española. Se considera que fue una de las primeras mujeres en hacerse un nombre en el ámbito de la fotografía artística española y la única mujer que se hizo un hueco en los estimulantes ambientes de la fotografía amateur de los años treinta en Cataluña.

## Biografía
Se cree que su nombre completo era María del Remedio Rahola de Falgàs. Miembro de la familia Rahola, impulsores de los primeros ferrocarriles, nació en León y creció en Madrid por las circunstancias laborales de su padre, Francisco Rahola Puignau ingeniero de la Compañía de Ferrocarriles del Norte y aficionado a la fotografía. La familia Falgàs (o Falgars) formaba parte de la pequeña nobleza ampurdanesa. Era la mayor de siete hermanos. En Madrid, estudió en una escuela del Sagrado Corazón y completó su formación con estudios de piano. Pasaba los veranos en Cadaqués, pueblo de donde era originario su padre, en la «casa de las madrileñas», en la calle del Vigilant.
En 1921 Mey Rahola se casó el jurista y político republicano Josep Xirau Palau, heredero de una familia de juristas de Figueras. A causa de los estudios de Xirau, vivieron en Sevilla, Berna y Roma, y finalmente se instalaron en un piso de la Gran Vía de Barcelona.
No sería hasta 1930, una vez establecidos en Barcelona, cuando empezó a trabajar como fotógrafa artística. Había aprendido la técnica con la colección de cámaras de su padre y con la ayuda de su tío Silví Rahola. Por su parte, su cuñado, Joan Xirau, que había sido amigo de juventud de Salvador Dalí, se instaló un laboratorio fotográfico en la trastienda de la farmacia que regentaba en Figueras. Fue allí donde Mey aprendería a revelar imágenes. Perfeccionó la técnica fotográfica de la mano de su amigo y fotógrafo Antoni Campañà. Dos de sus hermanas, las gemelas Pilar y Amparo, también se interesarían por la fotografía.
Mey empezó a ser conocida en el  terreno de la fotografía artística catalana de la época. Expuso su trabajo en el Real Club Marítimo de Barcelona, y fue la única mujer premiada, y en tres categorías, en el concurso “Catalunya 1934” del diario El Día Gráfico. También publicó un reportaje fotográfico en la revista femenina Claror. En enero de 1936 se hizo socia de la Agrupación Fotográfica de Cataluña, donde dos meses después ganaría la Medalla de Plata del XII Concurso Añal. La crítica de la época elogió su trabajo e incluso el referente Joaquim Pla Janini le dedicó un negativo. Ese mismo año hizo un viaje fotográfico por España junto a su amigo Antoni Campañà.
A causa de la Guerra Civil se exilió a Francia donde aseguró su supervivencia y la de la familia haciendo fotos de carnet en el comedor de su casa y  trabajando para otro estudio de fotografía en Lyon. En Francia, también haría los últimos retratos conocidos de Manuel Azaña, realizados durante una visita a Arcachón.
Una vez finalizada la guerra, siguió haciendo fotos sólo ocasionalmente en Cadaqués y en los Alpes. En 1947 su marido logró un trabajo en la sede de la Unesco y la familia se estableció en Vaucresson, cerca de París. En los últimos años de su vida hizo de acordeonista en un grupo de bailes folclóricos con el que haría gira incluso por la URSS. Murió a causa de un ictus el 17 de agosto de 1959.

## Vida personal
Mey Rahola y Josep Xirau Palau,  Tuvieron 3 hijos, Maria Teresa (1923), Albert (1925) y Jaume (1927).

## Legado
En octubre de 2020 se inauguró una exposición en el Museo del Empordà, Pintar, crear, viure. Mujeres artistas en el Alt Empordà (1830-1939) que permitió redescubrir la trayectoria de esta fotógrafa. Durante los últimos años se está realizando un trabajo de investigación, descubrimiento y catalogación de su obra, y la investigación en los archivos familiares ha permitido catalogar más de 650 pruebas positivadas y unos 350 negativos, datados entre 1932 y 1950. Según la ensayista Cristina Masanès y la historiadora Roser Martínez, Mey Rahola "podría ser una Breslauer catalana, una mujer moderna que fumaba, llevaba pantalones, participaba en regatas de vela y hacía fotografías muy valientes."
La historiadora de la fotografía Roser Martínez descubrió en la casa del abuelo del musicólogo Lluís Bertran, bisnieto de la fotógrafa tres o cuatro fotografías de Mey y junto a Bertran iniciaron una gran investigación que ha durado casi una década. Esta investigación es la base de la amplia exposición presentada en 2022 en el MNAC (Museo Nacional de Arte de Cataluña) bajo el título: Mey Rahola 1897-1959. La nueva fotógrafa